# FINA Water Polo World Cup 2002 (maschile)
La Coppa del Mondo maschile di pallanuoto 2002 è stata la 12ª edizione della manifestazione organizzata FINA, diventata quadriennale a partire proprio da quest'anno. Le nazioni partecipanti sono state le 8 prime classificate del campionato mondiale precedente.
Tale manifestazione è servita anche per assegnare quattro posti per i campionati mondiali 2003 di Barcellona (Spagna), conquistati da Jugoslavia, Italia, Grecia e USA, in quanto le prime due classificate (Russia e Ungheria) avevano già ottenuto il pass grazie all'esito della World League 2002.

## Squadre partecipanti
Le squadre sono elencate secondo l'ordine di classifica del campionato mondiale 2001.
- Spagna
- Jugoslavia
- Russia
- Italia
- Ungheria
- Grecia
- Stati Uniti
- Croazia

## Formula
Le 8 squadre partecipanti vengono suddivise in due gironi da quattro squadre ciascuno. Ciascuna squadra affronta le altre tre incluse nel proprio girone una sola volta, per un totale di tre partite per ciascuna squadra. Alla fine di tale fase le prime in classifica dei due gironi sono ammesse direttamente in semifinale, dove attendono le vincenti del doppio confronto fra seconde e terze classificate. Le quarte vengono subito eliminate.

## Turno preliminare

### Gruppo A
|   | Squadra     | Pts | G | V | N | P | GF | GS | DR  |
| - | ----------- | --- | - | - | - | - | -- | -- | --- |
| 1 | Jugoslavia  | 4   | 3 | 2 | 0 | 1 | 26 | 19 | +7  |
| 2 | Russia      | 4   | 3 | 2 | 0 | 1 | 21 | 21 | 0   |
| 3 | Ungheria    | 4   | 3 | 2 | 0 | 1 | 24 | 19 | +5  |
| 4 | Stati Uniti | 0   | 3 | 0 | 0 | 3 | 14 | 26 | -12 |

20 agosto
| Russia      | 7 – 6 | Ungheria   |
| Stati Uniti | 4 – 9 | Jugoslavia |

21 agosto
| Stati Uniti | 5 – 9  | Ungheria   |
| Russia      | 6 – 10 | Jugoslavia |

22 agosto
| Stati Uniti | 5 – 8 | Russia   |
| Jugoslavia  | 7 – 9 | Ungheria |

### Gruppo B
|   | Squadra | Pts | G | V | N | P | GF | GS | DR |
| - | ------- | --- | - | - | - | - | -- | -- | -- |
| 1 | Italia  | 5   | 3 | 2 | 1 | 0 | 19 | 16 | +3 |
| 2 | Grecia  | 3   | 3 | 0 | 3 | 0 | 18 | 18 | 0  |
| 3 | Spagna  | 3   | 3 | 1 | 1 | 1 | 17 | 16 | +1 |
| 4 | Croazia | 1   | 3 | 0 | 1 | 2 | 16 | 20 | -4 |

20 agosto
| Croazia | 5 – 6 | Italia |
| Grecia  | 5 – 5 | Spagna |

21 agosto
| Croazia | 4 – 7 | Spagna |
| Grecia  | 6 – 6 | Italia |

22 agosto
| Italia  | 7 – 5 | Spagna |
| Croazia | 7 – 7 | Grecia |

## Fase finale

### Quarti di finale
23 agosto
| Ungheria | 10 – 7 | Grecia |
| Russia   | 6 – 5  | Spagna |

### Semifinali
24 agosto
| Jugoslavia | 5 – 7 | Ungheria |
| Italia     | 4 – 5 | Russia   |

### Finale 7º-8º posto
23 agosto
| Stati Uniti | 12 – 10 | Croazia |

### Finale 5º-6º posto
24 agosto
| Grecia | 4 – 3 | Spagna |

### Finale 3º-4º posto
25 agosto
| Jugoslavia | 6 – 4 | Italia |

### Finale
25 agosto
| Ungheria | 9 – 10 | Russia |

## Classifica finale
| Vincitore Coppa del Mondo (3º titolo) | Vincitore Coppa del Mondo (3º titolo) |
| ------------------------------------- | ------------------------------------- |
| RUSSIA                                |                                       |
| Posizione                             | Squadra                               |
| 2                                     | Ungheria                              |
| 3                                     | Jugoslavia                            |
| 4                                     | Italia                                |
| 5                                     | Grecia                                |
| 6                                     | Spagna                                |
| 7                                     | Stati Uniti                           |
| 8                                     | Croazia                               |

- Jugoslavia, Italia, Grecia e Stati Uniti qualificate ai campionati mondiali 2003. Russia e Ungheria, così come la Spagna paese ospitante, erano già qualificate a tale competizione.